# Okręg dżaro-biełokański
Okręg dżaro-biełokański (ros. Джаро-Белоканский округ) – jednostka administracyjna Imperium Rosyjskiego w składzie Namiestnictwa Kaukaskiego, istniejąca w latach 1844–1859 na pograniczu dzisiejszej Gruzji i Azerbejdżanu. 
W 1844 władze rosyjskie wyłączyły dotychczasowy powiat biełokański z guberni gruzińsko-imeretyńskiej i dołączyły do niego graniczące z nim od południa ziemie sułtanatu ilisujskiego - dotychczas państewka wasalnego wobec Rosji, latem 1844 zlikwidowanego przez wojska carskie. Tak powstały okręg dżaro-biełokański nie wszedł w skład żadnej z sąsiednich guberni. W 1859 okręg przemianowano na okręg zakatalski. 